# Match des champions 2006
Il Match des champions 2006 è la 2ª edizione del Match des champions.
Si è disputato il 24 settembre 2006 tra i seguenti due club:
- Le Mans, campione di Francia 2005-06
- Digione, vincitore della Coppa di Francia 2006

## Finale
| Arbitri: | Gasperin Greva Graffin |

| |            | |
| Gregory 22                                                                                                 | Punti      | 18 Lux |
| Bogavac, Nicević 4                                                                                         | Assist     | 6 N'Doye, Sciarra |
| Campbell 8                                                                                                 | Rimbalzi   | 8 Bennett |
| 4 Bogavac• 5 Gregory• 9 Bokolo• 10 Nicević• 13 Campbell 6 Amagou• 8 Batum• 11 Adjiwanou• 12 Cel• 15 Leloup | Formazioni | 5 Bouziane• 6 N'Doye• 8 Lux• 14 Bennett• 16 Sciarra 4 Romain• 7 M'Baye• 6 Aka• 10 Diabaté• 12 Johnson• 13 Natsvlishvili• 15 Kolb |
| Vincent Collet                                                                                             | Allenatori | Jacques Monclar |